# ヒンドゥスタン・タイムズ
『ヒンドゥスタン・タイムズ』（Hindustan Times）は、インドの英字新聞。デリーに拠点を置く日刊紙で、HTメディアの主力メディアとして知られている。同紙はビルラ家が所有しており、K・K・ビルラの娘であるショーバナ・バールティアが会長を務めている。
創設者のスンダル・シン・ライヤールプリは、アカリ・ダルの創設者であると同時にアカーリー運動の指導者としても知られ、『ヒンドゥスタン・タイムズ』は民族主義的な論調を展開してインド独立運動に大きな影響を与えたほか、デーヴダース・ガンディー、B・G・ヴェルギーズ、クシュワント・シンといったインド史における重要人物が編集者として発行に携わっていた。『ヒンドゥスタン・タイムズ』は国内有数の発行部数を誇る新聞であり、発行部数監査会の報告によると、2023年時点で発行部数73万8154部を記録しており、2014年のインディアン・リーダーシップ・サーヴェイの調査では、『ザ・タイムズ・オブ・インディア』に次ぐ購読者を持つ英字新聞となっている。

## 歴史
スンダル・シン・ライヤールプリによってデリーで創刊され、後にマダン・モーハン・マーラヴィヤとターラー・シンが経営委員として『ヒンドゥスタン・タイムズ』の経営に参加した。また、マハトマ・ガンディーの息子デーヴダース・ガンディーも参加しており、後に同紙の編集長も務めている。1999年に社史の編纂を行ったプレーム・シャンカル・ジャーによると、創刊初期にはカナダ在住のシク教徒から多額の資金提供を受けていが、財務状況が悪化すると同紙の購入に興味を示したモーティラール・ネルーとマダン・モーハン・マーラヴィヤに接触し、最終的にマーラヴィヤが『ヒンドゥスタン・タイムズ』の経営権を取得した。
1928年にK・M・パーニッカルが編集長に就任し、アカーリー運動の支援者から多額の資金提供を受けたことを背景に『ヒンドゥスタン・タイムズ』で民族主義的な論調を展開したが、在任中の2年間の発行部数は3000部程度で伸び悩み、同時期にアカーリー運動が衰退したため『ヒンドゥスタン・タイムズ』は深刻な資金難に陥った。その後、資金提供を行っていたG・D・ビルラが新たに経営権を取得したことで、これ以降はビルラ家が『ヒンドゥスタン・タイムズ』の経営を担うようになった。その後、G・D・ビルラの息子K・K・ビルラが経営を引き継ぎ、1986年に彼の娘ショーバナ・バールティアが29歳で会長に就任し、インドの全国紙で初となる女性経営者となった。2008年から2016年にかけてサンジョイ・ナーラーヤンが編集長を務め、彼の退任後はボビー・ゴーシュが編集長に就任し、彼の主導で新たなサービス「ヘイトトラッカー」（宗教・カースト・民族差別を理由に発生した犯罪のデータベース）が開始された。しかし、「ヘイトトラッカー」はインド政府やインド人民党からの反発を招き、2017年にゴーシュは『ヒンドゥスタン・タイムズ』を退職した。一部のメディアでは「インド首相ナレンドラ・モディからゴーシュを解任するように圧力をかけられた」と報じられたものの、『ヒンドゥスタン・タイムズ』はこの報道を否定している。

## コラムニスト
- バールカー・ダット（英語版）：ニューデリー・テレビジョン（英語版）の編集長。隔週でコラムを連載している。
- カラン・ターパル（英語版）：インフォテンメント・テレビジョン社長、コメンテーター。週刊コラム「Sunday Sentiments」を連載している。
- インドラジート・ハズラ（英語版）：小説家、『ヒンドゥスタン・タイムズ』編集者。週刊コラム「Red Herring」を連載している。
- ソーナル・カルラ（英語版）：『HT City』編集長。週刊コラム「A Calmer You」を連載している。
- サマル・ハラルンカル（英語版）：『ヒンドゥスタン・タイムズ』の特任編集者（英語版）。同紙のウェブサイトでフードブログを掲載している。
- アニルバン・マハーパトラ（英語版）：科学関連のコラムを連載している。